# Сје Су-веј
Сје Су-веј (традиционални кинески: 謝淑薇; пинјин: Xiè Shúwéi; рођена 4. јануара 1986) тенисерка је из Кинеског Тајпеха.

## Каријера
Најбољи пласман на ВТА листи у каријери јој је 23 место у синглу од 25. фебруара 2013. и прво место у паровима, од 12. маја 2014. Победила је заједно са Пенг Шуај на Вимблдону 2013, ВТА првенство 2013. и Отворено првенство Француске 2014. године. Још један Вимблдон 2019. освојила је у пару са Барбором Стрицовом из Чешке Републике. Имала је успеха у појединачној конкуренцији на гренд слемовима, два пута пласман у четврто коло на Аустралијан опену 2008. и 2018. и четврто коло на Вимблдону 2018. (где је победила у трећем колу шампионку Ролан Гароса и број 1, Симону Халеп).
Прва је тајванска тенисерка у историји која је остварила пласман међу 25 најбољих у синглу, а прва која је достигла прву позицију на свету у паровима. Једна је од најуспешнијих тенисерки Тајвана, има три освојене титуле у појединачној и 25 титула у конкуренцији парова. Учествовала је на Олимпијским играма 2012. године у Лондону, где је играла у четвртфиналу парова.

## Финала гренд слем турнира

### Парови (3:1)
| Исход  | Година | Турнир           | Подлога | Партнерка        | Противнице                      | Резултат     |
| Победа | 2013   | Вимблдон         | Трава   | Пенг Шуај        | Ешли Барти Кејси Делаква        | 7:6 (1), 6:1 |
| Победа | 2014   | Ролан Гарос      | Шљака   | Пенг Шуај        | Сара Ерани Роберта Винчи        | 6:4, 6:1     |
| Победа | 2019   | Вимблдон (2)     | Трава   | Барбора Стрицова | Габријела Дабровски Сју Јифан   | 6:2, 6:4     |
| Финале | 2020   | Аустралијан опен | Бетон   | Барбора Стрицова | Тимеа Бабош Кристина Младеновић | 2:6, 1:6     |